# Hultasjön (Alingsås socken, Västergötland)
Hultasjön är en sjö i Alingsås kommun i Västergötland och ingår i Göta älvs huvudavrinningsområde.